# Physalis divaricata
Physalis divaricata är en potatisväxtart som beskrevs av David Don. Physalis divaricata ingår i släktet lyktörter, och familjen potatisväxter. Inga underarter finns listade i Catalogue of Life.